# Seoski turizam
Seoski turizam ili agroturizam je specifičan oblik turizma, u kojem je glavni motiv putovanja "povratak čovjeka prirodi". Sastoji se od riječi turizam, dakle promjene svakodnevnog okoliša nepoznatim ili različitim, i sela.
Prije stotinjak godina samo su imućniji ljudi u gradovima sebi mogli priuštiti provođenje godišnjeg odmora na moru/planinama, pa je uobičajeno odredište bilo selo i rodbina. Danas, kad mnoga gradska djeca nisu nikad vidjela uživo konje, krave ili svinje, seoski turizam je postao čak pomodna pojava, kojoj se ne mogu odreći pozitivni efekti čovjekovog bivanja u prirodi.